# Circonscriptions écossaises de Westminster de 1997 à 2005
 (août 2025).
La mise en forme du texte ne suit pas les recommandations de Wikipédia : il faut le « wikifier ».
Les points d'amélioration suivants sont les cas les plus fréquents :
- Les titres sont pré-formatés par le logiciel. Ils ne sont ni en capitales, ni en gras.
- Le texte ne doit pas être écrit en capitales (les noms de famille non plus), ni en gras, ni en italique, ni en « petit »…
- Le gras n'est utilisé que pour surligner le titre de l'article dans l'introduction, une seule fois.
- L'italique est rarement utilisé : mots en langue étrangère, titres d'œuvres, noms de bateaux, etc.
- Les citations ne sont pas en italique mais en corps de texte normal. Elles sont entourées par des guillemets français : « et ».
- Les listes à puces sont à éviter, des paragraphes rédigés étant largement préférés. Les tableaux sont à réserver à la présentation de données structurées (résultats, etc.).
- Les appels de note de bas de page (petits chiffres en exposant, introduits par l'outil «  Source ») sont à placer entre la fin de phrase et le point final[comme ça].
- Les liens internes (vers d'autres articles de Wikipédia) sont à choisir avec parcimonie. Créez des liens vers des articles approfondissant le sujet. Les termes génériques sans rapport avec le sujet sont à éviter, ainsi que les répétitions de liens vers un même terme.
- Les liens externes sont à placer uniquement dans une section « Liens externes », à la fin de l'article. Ces liens sont à choisir avec parcimonie suivant les règles définies. Si un lien sert de source à l'article, son insertion dans le texte est à faire par les notes de bas de page.
- La présentation des références doit suivre les conventions bibliographiques. Il est recommandé d'utiliser les modèles {{Ouvrage}}, {{Chapitre}}, {{Article}}, {{Lien web}} et/ou {{Bibliographie}}. Le mode d'édition visuel peut mettre en forme automatiquement les références.
- Insérer une infobox (cadre d'informations à droite) n'est pas obligatoire pour parachever la mise en page.

Pour une aide détaillée, merci de consulter Aide:Wikification.
Si vous pensez que ces points ont été résolus, vous pouvez retirer ce bandeau et améliorer la mise en forme d'un autre article.
Les résultats du quatrième examen périodique de la Commission des frontières pour l'Écosse sont entrés en vigueur, à la suite du Order in Council SI 1995 No 1037 (S.90), pour les élections générales de 1997 à la Chambre des communes du Parlement du Royaume-Uni (Westminster).
L'examen a défini 28 circonscriptions de burgh (BCs) et 44 circonscriptions de comté (CCs), chacune élisant un Membre du Parlement (MP) selon le système d'élection uninominal à un tour. Par conséquent, l'Écosse avait 72 sièges parlementaires.

Circonscriptions écossaises de Westminster, 1997–2005.

Les nouvelles circonscriptions ont été définies en référence aux limites des régions et districts du gouvernement local et des zones insulaires à compter du 1er juin 1994, et chaque circonscription était entièrement dans une région ou un groupement de deux ou entièrement dans une zone insulaire ou un groupement de deux. Cependant, en vertu du Local Government etc. (Scotland) Act 1994 sur le gouvernement local, les régions et les districts ont été abolis au profit de nouvelles council areas en 1996, l'année précédant la première utilisation des nouvelles circonscriptions lors d'une élection.
Les limites de 1983 ont également été utilisées lors des élections générales de 2001.
Les résultats du Cinquième Examen Périodique, définissant de nouvelles circonscriptions en référence aux nouvelles zones de conseil, sont entrés en vigueur pour les élections générales de 2005

## Régions
| Région ou régions     | Districts | Circonscription ou circonscriptions      | Contenu de la circonscription |
| --------------------- | --- | ---------------------------------------- | --- |
| Borders and Lothian   | Berwickshire Ettrick and Lauderdale Roxburgh et Tweeddale dans les Borders et City of Edinburgh et East Lothian dans le Lothian    | Edinburgh Central BC                     | Dans le district de la City of Edinburgh, Lothian: Murrayfield/Dean (17), Moat/Stenhouse (23), Dalry/Shandon (24), Fountainbridge/Tollcross (25) et St Giles'/Holyrood (26) districts électorales régionales |
| Borders and Lothian   | Berwickshire Ettrick and Lauderdale Roxburgh et Tweeddale dans les Borders et City of Edinburgh et East Lothian dans le Lothian    | Edinburgh East and Musselburgh BC        | Dans le district de la City of Edinburgh, Lothian: Meadowbank/Mountcastle (27), Links/Restalrig (28), Portobello/Milton (29) and Craigmillar/Duddingston (38) districts électorales régionales Dans le district d'East Lothian, Lothian: Musselburgh/Fisherrow (44) divisions électorales régionales |
| Borders and Lothian   | Berwickshire Ettrick and Lauderdale Roxburgh et Tweeddale dans les Borders et City of Edinburgh et East Lothian dans le Lothian    | Edinburgh North and Leith BC             | Dans le district de la City of Edinburgh, Lothian: Granton/Pilton (14), Trinity/Newhaven (15), New Town/Stockbridge (18), Carlton/Broughton (19) et Lorne/Harbour (20) divisions électorales régionales |
| Borders and Lothian   | Berwickshire Ettrick and Lauderdale Roxburgh et Tweeddale dans les Borders et City of Edinburgh et East Lothian dans le Lothian    | Edinburgh Pentlands BC                   | Dans le district de la City of Edinburgh, Lothian: Balerno/Baberton (10), Longstone/Craiglockhart (22), Sighthill/Broomhouse (30), Colinton/Firrhill (31) et Braidburn/Fairmilehead (35) districts électorales régionales |
| Borders and Lothian   | Berwickshire Ettrick and Lauderdale Roxburgh et Tweeddale dans les Borders et City of Edinburgh et East Lothian dans le Lothian    | Edinburgh South BC                       | Dans le district de la City of Edinburgh, Lothian: Merchiston/Morningside (32), Sciennes/Marchmount (33), Prestonfield/Mayfield (34), Alnwickhill/Kaimes (36) et Inch/Gilmerton (37) districts électorales régionales |
| Borders and Lothian   | Berwickshire Ettrick and Lauderdale Roxburgh et Tweeddale dans les Borders et City of Edinburgh et East Lothian dans le Lothian    | Edinburgh West BC                        | Dans le district de la City of Edinburgh, Lothian: Queensferry/Kirkliston (11), Cramond/Blackhall (12), Drylaw/Muirhouse (13), Corstorphine North (16) et Corstorphine South (21) districts électorales régionales |
| Borders and Lothian   | Berwickshire Ettrick and Lauderdale Roxburgh et Tweeddale dans les Borders et City of Edinburgh et East Lothian dans le Lothian    | East Lothian CC                          | Dans le district d'East Lothian, Lothian: Preston/Levenhall (45), Fa'side (46), Luffness (47), Haddington (48) et Tantallon (49) divisions électorales régionales |
| Borders and Lothian   | Berwickshire Ettrick and Lauderdale Roxburgh et Tweeddale dans les Borders et City of Edinburgh et East Lothian dans le Lothian    | Midlothian CC                            | Dans le district de Midlothian, Lothian: Loanhead (40), Bonnyrigg/Newtongrange (41), Dalkeith (42) et Mayfield/Gorebridge (43) divisions électorales régionales |
| Borders and Lothian   | Berwickshire Ettrick and Lauderdale Roxburgh et Tweeddale dans les Borders et City of Edinburgh et East Lothian dans le Lothian    | Roxburgh and Berwickshire                | District de Berwickshire, Borders District de Roxburgh, Borders District de Ettrick and Lauderdale, Borders: Scott's View (7) divisions électorales régionales |
| Borders and Lothian   | Berwickshire Ettrick and Lauderdale Roxburgh et Tweeddale dans les Borders et City of Edinburgh et East Lothian dans le Lothian    | Tweeddale, Ettrick and Lauderdale        | District de Tweeddale, Borders District de Ettrick and Lauderdale, Borders: Old Selkirk (5), Forest (6), Leaderdale (8), Eildon (9), Galawater (10), Galasheils West (11), Galasheils East (12) et Galasheils South (13) divisions électorales régionales District de Midlothian, Lothian: Penicuik (39) divisions électorales régionales |
| Borders and Lothian   | West Lothian à Lothian | Linlithgow CC                            | Linlithgow/Winchburgh (1), Bathgate West/Armadale (2), Whitburn (3) et Bathgate East/Blackburn (4) divisions électorales régionales |
| Borders and Lothian   | West Lothian à Lothian | Livingston CC                            | Deans/Knightsridge (5), Craigshill/Ladywell (6), Dedridge/West Calder (7), Broxburn/Uphall (8) et Muriston/East Calder (9) divisions électorales régionales |
| Central and Tayside   | Clackmannan and Stirling in Central and Angus City of Dundee and Perth and Kinross in Tayside                                      | Dundee East BC                           | Dans le district de la City de Dundee, Tayside: Dens (16), Stannergate (17), Clepington (23), Kingsway East (24), Fintry (25), Whitfield (26), Douglas & Angus (27), Broughty Ferry (28) et Barnhill (29) divisions électorales régionales |
| Central and Tayside   | Clackmannan and Stirling in Central and Angus City of Dundee and Perth and Kinross in Tayside                                      | Dundee West BC                           | Dans le district de la City de Dundee, Tayside: Central (12), Riverside (13), Lochee (14), Law (15), Ninewells (18), Charleston (19), Kingsway West (20), St Mary's (21) et Kirkton (22) divisions électorales régionales |
| Central and Tayside   | Clackmannan and Stirling in Central and Angus City of Dundee and Perth and Kinross in Tayside                                      | Angus CC                                 | Dans le district d'Angus district, Tayside: Arbroath Central (1), Carnoustie East and Arbroath West (2), Arbroath North and Central Angus (3), Arbroath East (4), Carnoustie West (5), Montrose South (8) et Montrose North (9) divisions électorales régionales In City of Dundee district, Tayside: Monifieth (30) and Sidlaw (31) divisions électorales régionales                                                                                                  |
| Central and Tayside   | Clackmannan and Stirling in Central and Angus City of Dundee and Perth and Kinross in Tayside                                      | North Tayside CC                         | Dans le district d'Angus, Tayside: Forfar West (6), Forfar East (7), Kirriemuir and Western Glens (10) et Brechin and Eastern Glens (11) divisions électorales régionales Dans le district de Perth and Kinross district, Tayside: Pitlochry, Aberfeldy and Rannoch (41), Dunkeld and Strathtay (42), Blairgowrie and Glenshee (43), Alyth and Couper Angus (44) et Scone and St Martins (45) divisions électorales régionales                                         |
| Central and Tayside   | Clackmannan and Stirling in Central and Angus City of Dundee and Perth and Kinross in Tayside                                      | Ochil CC                                 | Clackmannan district, Central Dans le district de Perth and Kinross, Tayside: Kinross (46) divisions électorales régionales Dans le district de Stirling, Tayside: Carseland (13) et Airthrey (15) divisions électorales régionales |
| Central and Tayside   | Clackmannan and Stirling in Central and Angus City of Dundee and Perth and Kinross in Tayside                                      | Perth CC                                 | Dans le district de Perth and Kinross, Tayside: Perth St Johnstoun (32), Perth Moncreiffe (33), Perth Viewlands (34), Perth Letham (35), Perth Inveralmond (36), Bridge of Earn and the Carse (37), Glenfarg, Methven and Strathearn (38), Auchterarder (39) et Crieff (40) divisions électorales régionales |
| Central and Tayside   | Clackmannan and Stirling in Central and Angus City of Dundee and Perth and Kinross in Tayside                                      | Stirling CC                              | Dans le district de 'Stirling, Central: Wallace (7), Castle (8), Viewforth (9), St Ninians (10), Queensland (11), Strathendrick (12), Bannockburn (14), Dounebraes (16) et Menteith (17) divisions électorales régionales |
| Central and Tayside   | Falkirk dans Central | Falkirk East CC                          | Dundas (23), Kalantyre (24), Sealock (25), Carriden (26), Kinneil (27), Kinnaird (30), Braes (33), Laurmont (34) et Avonside (35) divisions électorales régionales |
| Central and Tayside   | Falkirk dans Central | Falkirk West CC                          | Callendar (18), Grahamsdyke (19), Bainsford (20), Glenfuir (21), Carmuirs (22), Herbertshire (28), Tryst (29), Carronglen (31) et Bonnybridge (32) divisions électorales régionales |
| Dumfries and Galloway | Annandale and Eskdale Nithsdale Stewartry et Wigtown                                                                               | Dumfries CC                              | Annandale and Eskdale district Dans le district de Nithsdale : Locharbriggs (17), Tinwald Downs (18), Lochar (19), Crichton (20), Maryfield (21), St Marys (22), Rotchell (23), Palmerston (24), Maryholm (25) et Lochside (26) divisions électorales régionales |
| Dumfries and Galloway | Annandale and Eskdale Nithsdale Stewartry et Wigtown                                                                               | Galloway and Upper Nithsdale CC          | District de Stewartry District de Wigtown Dans le district de Nithsdale : Upper Nithsdale (14), Queensberry (15) and West Nithsdale (16) divisions électorales régionales |
| Fife                  | Dunfermline and Kirkcaldy | Central Fife CC                          | Dans le district de Kirkcaldy : Methil, Denbeath & Muiredge (10), Methilhill and Mountfleurie (11), Leven (12), Kennoway and Windygates (13), Markinch, Pitcoudie and Star (14), Auchmuty, Woodside and Coaltown of Balgonie (15) Pitleuchar and Stenton (16), Rimbleton and South Parks (17), Glenwood and Newcastle (18) and Leslie and Collydean (19) divisions électorales régionales                                                                              |
| Fife                  | Dunfermline and Kirkcaldy | Dunfermline East CC                      | Dans le district de Dunfermline : Kelty (35), Rosyth East and South (40), Benarty and Lumphinnans (41), Lochgelly (42), Cowdenbeath (43), Aberdour and Moss-side (44), Dalgety Bay (45) and Inverkeithing and North Queensferry (46) divisions électorales régionales Dans le district de Kirkcaldy : Cardenden and Kinglassie (20) divisions électorales régionales                                                                                                   |
| Fife                  | Dunfermline and Kirkcaldy | Dunfermline West CC                      | Dans le district de Dunfermline : Kincardine and Valleyfield (30), Cairnyhill, Oakley and Saline (31), Dunfermline North West (32). Dunfermline Central and Crossford (33), Limekilns and Rosyth West (34), Townhill and Halbeath (36), Dunfermline, Woodmill and Linburn (38), Dunfermline, Woodmill and Lisburn (38) et Dunfermline Pitcorthie (39) divisions électorales régionales                                                                                 |
| Fife                  | Dunfermline and Kirkcaldy | Kirkcaldy CC                             | Dans le district de Kirkcaldy : Burntisland and Auchtertool (1), Kinghorn and Linktown (2), Dunearn and Torbain (3), Dunnikier and Fair Isle (4), Raith and Valley (5), Hayfield and Bennochy (6), Pathhead, Sinclairtown and Smeaton (7), Dysart and Gallatown (8) et Buckhaven, Thornton and Wemyss (9) divisions électorales régionales |
| Fife                  | North East Fife | North East Fife CC                       | District |
| Grampian              | Banff and Buchan Kincardine and Deeside Gordon and Moray                                                                           | Banff and Buchan CC                      | Dans le district de Banff and Buchan : Deveron (10), Banff and Portsoy (11), Mid Buchan (13), Peterhead South (14), Peterhead North (15), Fraserburgh North (16), Fraserburgh South (17) et Ugie, Cruden and Beddam (18) divisions électorales régionales |
| Grampian              | Banff and Buchan Kincardine and Deeside Gordon and Moray                                                                           | Gordon CC                                | Dans le district de Banff and Buchan : Lower Deveron and Upper Ythan (12) divisions électorales régionales Dans le district de Gordon : West Gordon (19), Kintore and Newmachar (22), Inverurie (23), Garioch (24), East Gordon (25) and Formartine (26) divisions électorales régionales Dans le district de Moray : Keith-Strathisla (8) divisions électorales régionales                                                                                            |
| Grampian              | Banff and Buchan Kincardine and Deeside Gordon and Moray                                                                           | Moray CC                                 | Dans le district de Moray : Elgin North East (1), Elgin South West (2), Ernedale (3), Innes-Heldon (4), Burghsea (5), Buckie (6), Rathford-Lennox (7) et Speyside-Glenlivet (9) divisions électorales régionales |
| Grampian              | Banff and Buchan Kincardine and Deeside Gordon and Moray                                                                           | West Aberdeenshire and Kincardine CC     | Circonscription de Kincardine and Deeside Dans la circonscription de Gordon : Donside (20) et South Gordon (21) divisions électorales régionales |
| Grampian              | City of Aberdeen | Aberdeen Central BC                      | Dans le district de la City d'Aberdeen : Woodside (33), St Machar (34), Linksfield (35), Cairncry (37), Rosemount (39), Causewayend (40), Rubislaw (42) et St Nicholas (43) divisions électorales régionales |
| Grampian              | City of Aberdeen | Aberdeen North BC                        | Dans le district de la City d'Aberdeen : West Don (27), Danestone (28), Middleton (29), Balgownie (30), Brimmond (31), Northfield (32), Mastrick (36) et Summerfield (38) divisions électorales régionales |
| Grampian              | City of Aberdeen | Aberdeen South BC                        | Dans le district de la City d'Aberdeen : Hazelhead (41), Peterculter (44), Craigton (45), Auchingell (46), Holburn (47), Ferryhill (48), Torry (49), Kincorth (50) et Nigg (51) divisions électorales régionales |
| Highland              | Badenoch and Strathspey Caithness Inverness Lochaber Nairn Ross and Cromarty Skye and Lochalsh et Sutherland                       | Caithness, Sutherland and Easter Ross CC | District de Caithness District de Sutherland Dans le district de Ross and Cromarty : Invergordon (22), Easter Ross (23) and Tain (24) divisions électorales régionales |
| Highland              | Badenoch and Strathspey Caithness Inverness Lochaber Nairn Ross and Cromarty Skye and Lochalsh et Sutherland                       | Inverness East, Nairn and Lochaber CC    | District de Badenoch and Strathspey District de Lochaber District de Nairn Dans le district d'Inverness : Ness and Muirtown (36), Crown-Raigmore (37), Old Edinburgh (38), Allt na Sgitheach (39), Drummon (40), Hilton (41), Ardesier, Petty and Balloch (42), Inshes (43), Culloden and Smithton (44) and Strathdearn, Strathnairn and Loch Ness East (45) divisions électorales régionales                                                                          |
| Highland              | Badenoch and Strathspey Caithness Inverness Lochaber Nairn Ross and Cromarty Skye and Lochalsh et Sutherland                       | Ross, Skye and Inverness West CC         | District de Skye and Lochalsh Dans le district d'Inverness : Merkinch (33), Caledonian Canal (34), Ballifeary-Columba (35), Aird South (46), Scorguie (47) and Aird North (48) divisions électorales régionales Dans le district de Ross and Cromarty : Lochbroom (13), Wester Ross (14), Strathconon (15), Dingwall (16), Ord and Conon (17), Black Isle West (18), Black Isle East (19) Ferindonald (20) et Alness and Ardross (21) divisions électorales régionales |
| Strathclyde           | Argyll and Bute | Argyll and Bute CC                       | District |
| Strathclyde           | Bearsden and Milngavie Clydebank Clydesdale Cumnock and Doon Valley Hamilton Kyle and Carrick Monklands Motherwell et Strathkelvin | Airdrie and Shotts BC                    | Dans le district de Monklands : Aidrie North (52) et Aidrie South (53) divisions électorales régionales Dans le district de Motherwell : Fortissat (57) divisions électorales régionales |
| Strathclyde           | Bearsden and Milngavie Clydebank Clydesdale Cumnock and Doon Valley Hamilton Kyle and Carrick Monklands Motherwell et Strathkelvin | Coatbridge and Chryston BC               | Dans le district de Monklands : Coatbridge North & East (50) and Coatbridge South (51) divisions électorales régionales Dans le district de Strathkelvin : Chryston (46) divisions électorales régionales |
| Strathclyde           | Bearsden and Milngavie Clydebank Clydesdale Cumnock and Doon Valley Hamilton Kyle and Carrick Monklands Motherwell et Strathkelvin | Hamilton North and Bellshill BC          | Dans le district de Hamilton : Bothwell and Hamilton North (61) regional electoral division Dans le district de Motherwell : Bellshill and Tannochside (58) and North Calder (59) divisions électorales régionales |
| Strathclyde           | Bearsden and Milngavie Clydebank Clydesdale Cumnock and Doon Valley Hamilton Kyle and Carrick Monklands Motherwell et Strathkelvin | Hamilton South BC                        | Dans le district de Hamilton : Blantyre and Burnbank (60), Hamilton West (62) and Hamilton South (63) divisions électorales régionales |
| Strathclyde           | Bearsden and Milngavie Clydebank Clydesdale Cumnock and Doon Valley Hamilton Kyle and Carrick Monklands Motherwell et Strathkelvin | Motherwell and Wishaw BC                 | Dans le district de Motherwell : Dalziel (54), Wishaw (55) and Clydevale (56) divisions électorales régionales |
| Strathclyde           | Bearsden and Milngavie Clydebank Clydesdale Cumnock and Doon Valley Hamilton Kyle and Carrick Monklands Motherwell et Strathkelvin | Ayr CC                                   | Dans le district de Kyle and Carrick : Prestwick and North Ayr (98), Ayr Central (99) and North Kyle (101) divisions électorales régionales |
| Strathclyde           | Bearsden and Milngavie Clydebank Clydesdale Cumnock and Doon Valley Hamilton Kyle and Carrick Monklands Motherwell et Strathkelvin | Carrick, Cumnock and Doon Valley CC      | Dans le district de Cumnock and Doon Valley Dans le district de Kyle and Carrick : Ayre South, Coylton and Annbank (100) et Carrick (102) divisions électorales régionales |
| Strathclyde           | Bearsden and Milngavie Clydebank Clydesdale Cumnock and Doon Valley Hamilton Kyle and Carrick Monklands Motherwell et Strathkelvin | Clydebank and Milngavie CC               | Dans le district de Clydebank Dans le district de Bearsden and Milngavie : Milngavie/Kilmardinny (41) divisions électorales régionales |
| Strathclyde           | Bearsden and Milngavie Clydebank Clydesdale Cumnock and Doon Valley Hamilton Kyle and Carrick Monklands Motherwell et Strathkelvin | Clydesdale CC                            | Dans le district de Clydesdale Dans le district de Hamilton : Larkhall and Stonehouse (64) divisions électorales régionales |
| Strathclyde           | Bearsden and Milngavie Clydebank Clydesdale Cumnock and Doon Valley Hamilton Kyle and Carrick Monklands Motherwell et Strathkelvin | Strathkelvin and Bearsden CC             | Dans le district de Bearsden and Milngavie : Bearsden (42) divisions électorales régionales Dans le district de Strathkelvin : Kirkintilloch (43), Strathkelvin North (44) et Bishopbriggs (45) divisions électorales régionales |
| Strathclyde           | City of Glasgow | Glasgow Anniesland BC                    | Drumchapel/Blairdardie (9), Yoker/Knightswood (10) et Jordanhill/Kelvindale (11) divisions électorales régionales |
| Strathclyde           | City of Glasgow | Glasgow Baillieston BC                   | Greenfield/Barlanark (22), Baillieston/Mount Vernon (24) et Garthamlock/Easterhouse (25) divisions électorales régionales |
| Strathclyde           | City of Glasgow | Glasgow Cathcart BC                      | Carnwadric/Newlands (31), Battlefield/Croftfoot (34) et Castlemilk/Carmunnock (36) divisions électorales régionales |
| Strathclyde           | City of Glasgow | Glasgow Govan BC                         | Govan/Drumoyne (26), Kingston/Pollokshields (27) et Langside/Shawlands (32) divisions électorales régionales |
| Strathclyde           | City of Glasgow | Glasgow Kelvin BC                        | Scotstoun/Broomhill (12), Hyndland/Hillhead (13) et Anderston/City (15) divisions électorales régionales |
| Strathclyde           | City of Glasgow | Glasgow Maryhill BC                      | Woodside/North Kelvinside (14), Milton/Possil (16) et Summerston/Maryhill (17) divisions électorales régionales |
| Strathclyde           | City of Glasgow | Glasgow Pollok BC                        | Hillington/Cardonald (28), Crookston/Mosspark (29) et South Pollok/Arden (30) divisions électorales régionales |
| Strathclyde           | City of Glasgow | Glasgow Rutherglen BC                    | Toryglen/Kings Park (35), Rutherglen/Fernhill (37) et Cambuslang/Halfway (38) divisions électorales régionales |
| Strathclyde           | City of Glasgow | Glasgow Shettleston BC                   | Calton/Dalmarnock (21), Shettleston/Tollcross (23) et Gorbals/Govanhill divisions électorales régionales |
| Strathclyde           | City of Glasgow | Glasgow Springburn BC                    | Carntyne/Robroyston (18), Royston/Dennistoun (19) et Springburn/Barmulloch (20) divisions électorales régionales |
| Strathclyde           | Cumbernauld and Kilsyth | Cumbernauld and Kilsyth CC               | District |
| Strathclyde           | Cunninghame | Cunninghame North CC                     | Divisions électorales régionales de Garnock Valley (91), Saltcoats et Ardrossan (92) et Largs, West Kilbride et Arran (93) |
| Strathclyde           | Cunninghame | Cunninghame South CC                     | Divisions électorales régionales de Irvine Central (88), Irvine South (89) et Kilwinning and Stevenson (90) |
| Strathclyde           | Dumbarton | Dumbarton CC                             | District |
| Strathclyde           | East Kilbride | East Kilbride CC                         | District |
| Strathclyde           | Eastwood Inverclyde et Renfrew | Paisley North BC                         | Dans le district de Renfrew : divisions électorales régionales de Linwood et Paisley North (75), Paisley Abercorn (78) et Renfrew (81) |
| Strathclyde           | Eastwood Inverclyde et Renfrew | Paisley South BC                         | Dans le district de Renfrew : divisions électorales régionales de Paisley Gleniffer (76), Paisley Central (77) et Johnstone (80) |
| Strathclyde           | Eastwood Inverclyde et Renfrew | Eastwood CC                              | District d'Eastwood Dans le district de Renfrew : divisions électorale régionale de Barrhead (79) |
| Strathclyde           | Eastwood Inverclyde et Renfrew | Greenock and Inverclyde CC               | Dans le district d'Inverclyde : divisions électorales régionales de Greenock Central East (85), Greenock South West (86) et Inverclyde West (87) |
| Strathclyde           | Eastwood Inverclyde et Renfrew | West Renfrewshire CC                     | Dans le district d'Inverclyde : divisions électorale régionale de Port Glasgow et Kilmacolm (84) Dans le district de Renfrew : circonscriptions électorales régionales de Gryffe (82) et Bargarran (83) |
| Strathclyde           | Kilmarnock and Loudoun | Kilmarnock and Loudoun CC                | District |

## Area insulaires
| Area ou areas insulaires | Circonscription     | Contenu de la circonscription |
| ------------------------ | ------------------- | ----------------------------- |
| Orkney and Shetland      | Orkney and Shetland | Areas insulaires              |
| Western Isles            | Western Isles       | Area des îles                 |